# 3.ª División de Infantería de Marina
La 3.ª División de Infantería de Marina fue una División de infantería de la Marina Alemana (Kriegsmarine) durante la Segunda Guerra Mundial.

## Historia
Formada el 1 de abril de 1945 en Pomerania desde 163.ª División de Infantería, 126.º Batallón de Rifles de Marina y de la 131.º batallón de Rifles de Marina. Desde el 1 de abril de 1945 al 19 de abril de 1945 sirvió en el área de Horst-Dievenow Cammin. El personal en Misdroy. Batallas defensivas en el área de Wollin-Misdroy, y luego se trasladó a Prenzlau-Liebenwalde hasta Zehdenick, pero algunos elementos se quedaron atrás (AR 234). El 20 de abril de 1945 llegó a Zehdenick, y desde ahí se trasladó a Löwenburg y llegando a Oranienburg. La cabeza de puente Oranienburg, en los mapas oficiales marcados como cabeza de puente imaginario en Eberswalde, socorriendo al ataque sobre Berlín. El personal en Oranienburg. En abril de 1945 luchó en la cabeza de puente de Sachsenhausen (idéntico a la cabeza de puente Oranienburg). Retirándose el 30 de abril de 1945 de Lindow y el 1 de mayo de 1945 en Alt-Rupin. El 1 de mayo de 1945, tuvo su último combate en contra de los aliados en la zona Bork/Stolp, en el área de Kyritz, luego capitula. El 9 de mayo de 1945 se entregan a los soviéticos.

## Comandantes
- Coronel von Witzleben - (1 de abril de 1945 - 3 de abril de 1945)
- Coronel Fritz Fullriede - (3 de abril de 1945 - 8 de mayo de 1945)

## Área de Operaciones

### 1945
| Fechas | Cuerpos de Ejércitos | Ejércitos           | Grupos de Ejércitos        | Localización |
| Abril  | Fortaleza Swinemünde | 3.º Ejército Panzer | Grupo de Ejércitos Vistula | Swinemünde   |

## Orden de Batalla
- 8.º Regimiento de Infantería de Marina
- 9.º Regimiento de Infantería de Marina
- 10.º Regimiento de Infantería de Marina
- 3.º Batallón de Fusileros de Marina
- 234.º Regimiento de Artillería
- 3.º Batallón de Antitanque de Marina
- 3.º Batallón de Ingeniero de Marina
- 3.º Batallón de Comunicaciones de Marina
- 3.º Batallón de Reemplazo de Campaña

Las tropas de reemplazo fueron proporcionadas por el 3.º Batallón de Instrucción y Reemplazo de Infantería de Marina, situado en Waren/Müritz.